# Cheryomushki
Cheryomushki (in russo Черёмушки?, Čerëmuški) è un film del 1962 diretto da Gerbert Rappaport.
Film musicale di produzione sovietica con musiche di Dmitrij Dmitrievič Šostakovič.

## Trama
Un giovane architetto cerca ostinatamente un nuovo appartamento a Čerëmuški e alla fine lo ottiene. Tuttavia, stabilendosi lì, osserva come crolla una delle pareti...